# Vaughn Bodé
Vaughn Bodé (Syracuse, 22 luglio 1941 – 18 luglio 1975) è stato un disegnatore statunitense.
Le sue opere, dall'aspetto vagamente psichedelico, sono servite come fonte d'ispirazione negli ambiti del fumetto underground, del design grafico e dei graffiti, tutti settori toccati dalle opere dell'artista.

Graffito nella metropolitana, 1980 New York.

La sua creazione più celebre è la striscia Cheech Wizard, creata nel 1957 (ma stampata per la prima volta solo nel 1967) e basata sulle avventure dell'omonimo personaggio. Cheech Wizard è una misteriosa creatura quasi completamente coperta da un cappello giallo da mago decorato con stelle nere e rosse, il cui aspetto non è mai stato svelato a parte le due gambette rosse che sbucano da sotto l'orlo del cappello.
Come di consuetudine per molti fumetti underground del periodo, Cheech Wizard mostra attività tipiche della controcultura come l'uso di psichedelici e la sperimentazione sessuale.

## Biografia
Vaughn Bodé iniziò a disegnare fin da bambino come mezzo per sfuggire alla sua infanzia infelice. Nel 1969 si trasferì a Manhattan e si mise a collaborare con lo staff della rivista underground East Village Other, dove incontrò Robert Crumb.
Oltre al già citato Cheech Wizard, tra le sue altre creazioni più note vi sono Deadbone, che descrive le vicissitudini degli abitanti di una montagna un milione di anni fa, e War Lizards, una trasparente metafora della guerra del Vietnam, ma con lucertole antropomorfe al posto degli umani.
L'uso di simil lucertole è costante in Bodé, ma nella maggior parte dei casi i personaggi femminili sono donne formose e poco vestite. Un'altra cifra stilistica del disegnatore è l'adozione di slang di vario tipo come linguaggio principale dei personaggi.
Ralph Bakshi è stato accusato da più parti di avere plagiato lo stile di disegno di Bodé per il suo film animato Wizards, tuttavia Bakshi afferma che Bodé era solo un amico di famiglia che una volta gli aveva proposto una sceneggiatura da trasformare in un film animato, e lo stile del film era da intendersi tuttalpiù come un tributo all'amico scomparso.
Vaughn Bodé morì a seguito di un esperimento di asfissia erotica , ma alcune fonti citano come causa di morte un incidente motociclistico.

### Premi e riconoscimenti
Vaughn Bodé ha vinto due premi Hugo, uno nel 1969 come "Miglior artista dilettante", e uno l'anno successivo come "Miglior artista professionista". Ha inoltre ricevuto nel 1974 in Italia il Premio Yellow Kid come miglior autore straniero, e nel 1998 e 2002 è stato proposto per la inclusione nella Eisner Hall of Fame, nella quale è stato finalmente incluso nel 2006.